# اسدآباد اسفندآباد

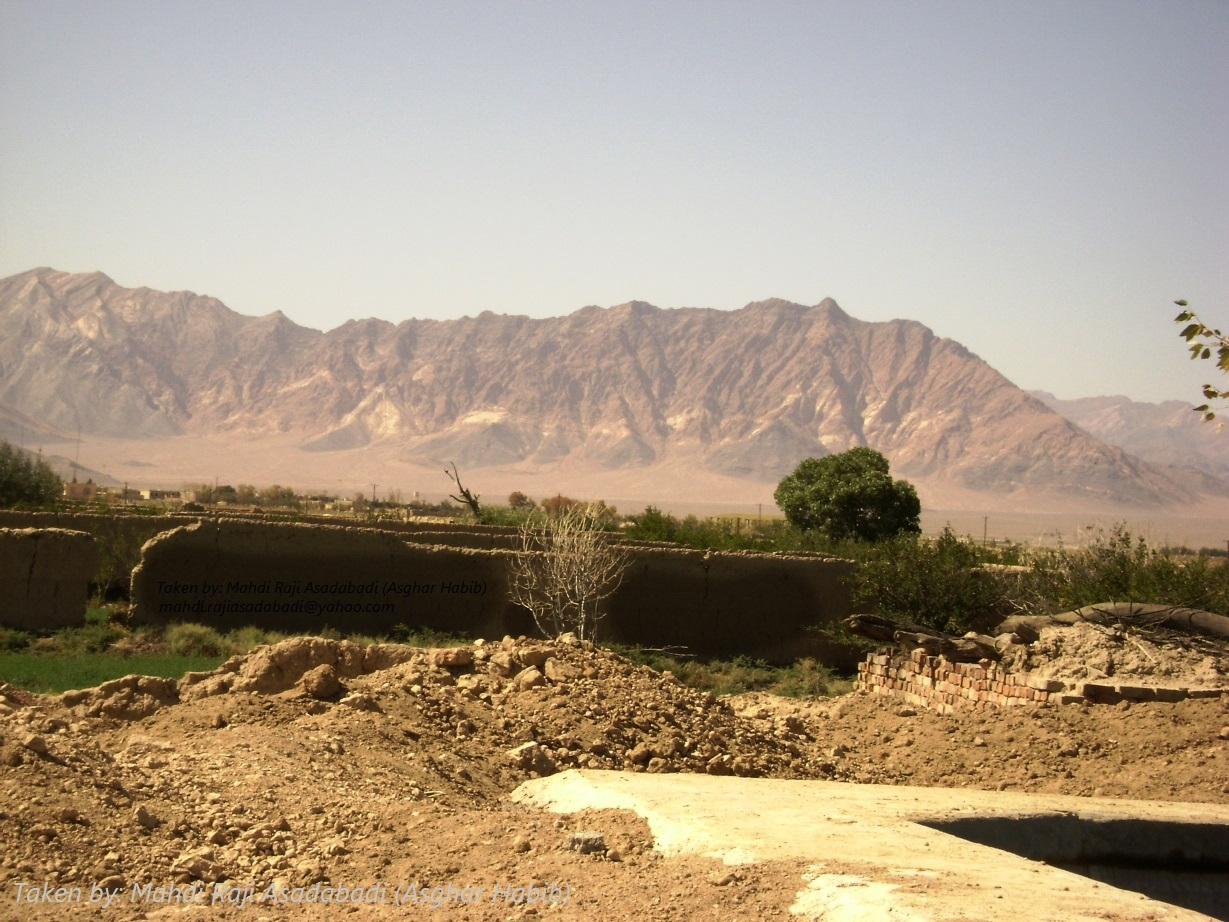
منظره کوه سفيدی در غرب روستای اسدآباد (دهستان اسفندار)

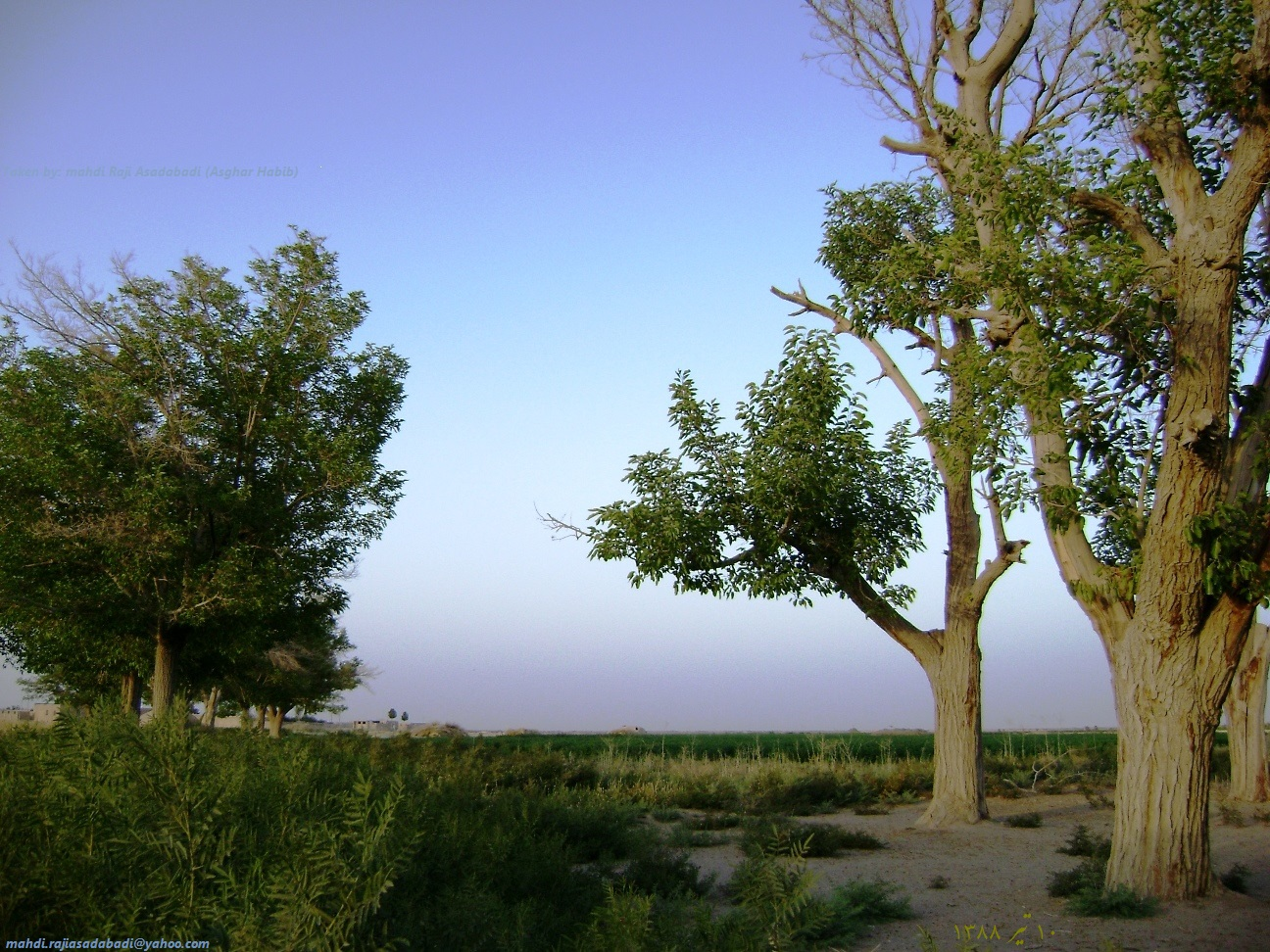
صحرای يوسف آباد در غرب روستای اسدآباد

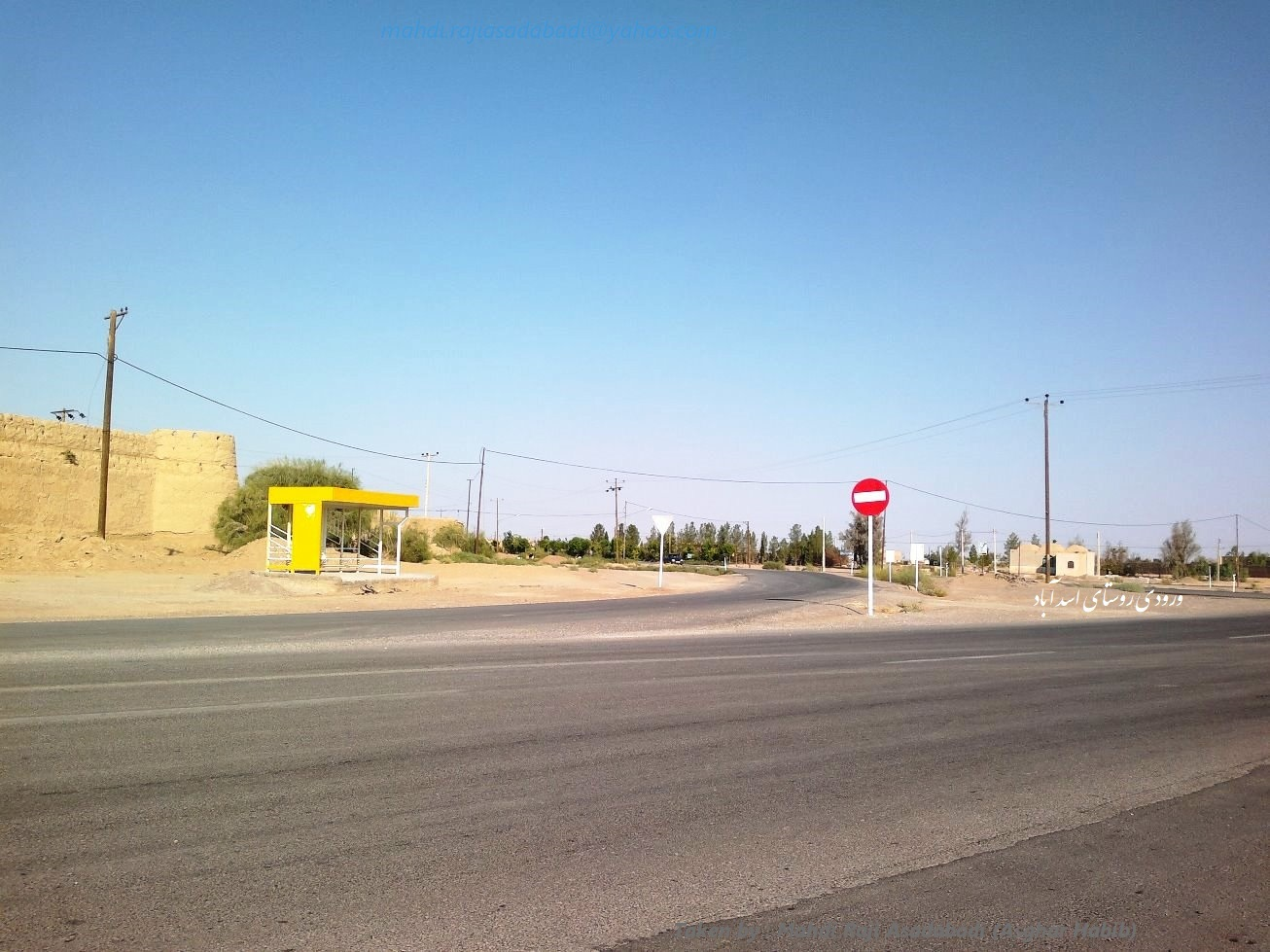
ورودی و خروجی اصلی روستای اسدآباد (منشعب شده از جاده اصلی مهردشت به اسفندآباد)

روستای اسفندآباد دهستان اسفندار از بخش بهمن شهرستان ابرکوه واقع است.

## جغرافیای انسانی
جمعیت این روستا طبق سرشماری ۱۳۸۵ بالغ بر ۷۷۰ نفر می‌باشد
- منابع

1. ↑  «پایگاه اینترنتی مرکز آمار ایران». بایگانی‌شده از اصلی در ۱۸ آوریل ۲۰۰۹. دریافت‌شده در ۱۷ ژانویه ۲۰۱۳.